# Elisabeth Woerner
Elisabeth Woerner (8 de marzo de 1990) es una deportista neerlandesa que compitió en remo.
Ganó dos medallas en el Campeonato Mundial de Remo, en los años 2014 y 2015, y una medalla de bronce en el Campeonato Europeo de Remo de 2016.

## Palmarés internacional
| Campeonato Mundial | Campeonato Mundial       | Campeonato Mundial | Campeonato Mundial      |
| Año                | Lugar                    | Medalla            | Prueba                  |
| ------------------ | ------------------------ | ------------------ | ----------------------- |
| 2014               | Ámsterdam (Países Bajos) | Medalla de oro     | Cuatro scull ligero     |
| 2015               | Aiguebelette (Francia)   | Medalla de bronce  | Cuatro scull ligero     |
| Campeonato Europeo |                          |                    |                         |
| Año                | Lugar                    | Medalla            | Prueba                  |
| 2016               | Brandeburgo (Alemania)   | Medalla de bronce  | Scull individual ligero |